# Institución Universitaria de Colombia
La  Institución Universitaria de Colombia conocida como Universitaria de Colombia, es una institución de educación superior Colombiana, fundada por el político colombiano Carlos Moreno de Caro.

## Historia
Carlos Moreno de Caro a principios de los noventa decide fundar la Corporación de Educación Superior del Trabajo (que se publicitaba como la "Universidad del Trabajo"), desde la cual, como rector, empieza a darse a conocer en el mundo político. Por entonces su universidad perdió la personería jurídica debido a múltiples irregularidades relacionadas con su actividad política, pero Carlos Moreno de Caro se mantuvo como líder de un amplio sector popular de la ciudad volviendo a la academia casi quince años después, Otra vez como propietario y rector de una nueva universidad la Institución Universitaria de Colombia.
Este es un proyecto educativo familiar de los hermanos Moreno Primero lo manejó su hermano menor, Isaac, quien fue concejal de Bogotá, Luego su otro hermano, Marco, y luego Carlos Moreno de Caro, quien fue registrado como representante legal y fue su rector inicialmente.
La institución universitaria inicialmente comenzó funcionando con dos sedes. Una en la carrera 7 N.º 35-58 y otra en la calle 36 N.º 7-19 al lado del Parque Nacional Enrique Olaya Herrera donde anteriormente funcionó la extinta Corporación de Educación Superior de Trabajo y también fue sede del movimiento Dejen Jugar al Moreno.

## Controversias
La institución  fue blanco de críticas inicialmente ya que las viviendas donde se ubica la universidad son casas patrimoniales debido a esto los residentes del edificio Parque Nacional, vecinos de la Universitaria de Colombia quienes denunciaron en Noticias Uno una obra en una de las sedes que estaba perturbado la tranquilidad del sector,  años después de esto notaron que de una de las sedes de la universidad sobresalía, una nueva construcción en las casas patrimoniales que son de interés cultural.

## Sedes
Actualmente cuenta con cinco sedes en la ciudad de Bogotá Lo que ha permitido ampliar su cobertura académica.

## Programas Profesionales
- Administración de Empresas
- Comunicación Social
- Contaduría Pública
- Derecho
- Ingeniería de sistemas
- Ingeniería Industrial
- Ingeniería de software
- Psicología
- Arquitectura

## Programas Técnicos
- Diseño y Comunicación
- Sistemas y Software
- Administración y Contaduría
- Artes y Humanidades